# La Nuit et le Moment (dialogue)
Pour les articles homonymes, voir La Nuit et le Moment.

La Nuit et le Moment est un dialogue de Crébillon fils écrit en 1755.

## Résumé
Un soir, Clitandre vient dans la chambre de Cidalise pour échanger avec elle mais celle-ci est surprise de sa venue : un dialogue commence entre les deux personnages.

## Structure
Selon Henri Viart, le dialogue entre Clitandre et Cidalise se subdivise en trois parties.
- Le dialogue commence par un désaccord entre les deux personnages : Clitandre exprime ce qu'il ressent à Cidalise mais celle-ci ne le croit pas.
- Ce désaccord conduit Clitandre à se justifier auprès de Cidalise : il veut la convaincre de l'authenticité de son sentiment en lui révélant que « son inconstance naturelle ne parvient pas à combler la frustration sentimentale de ses engagements avec Aspasie ou Célimène »[2].
- En convainquant Cidalise de la sincérité de son sentiment, Clitandre peut clore le dialogue et prôner « une fidélité absolue du sentiment et une totale liberté dans les plaisirs » [2] en racontant à Cidalise ses aventures avec Julie et Luscinde.

## Adaptation théâtrale
Le dialogue est représenté au Petit Odéon en 1978 par une mise en scène de Jean-Louis Thamin faisant l'objet d'un téléfilm par Nina Companeez en 1979.

### Distribution
- Francis Huster : Clitandre.
- Catherine Salviat : Cydalise.
- Bernadette Le Saché : Justine, la servante.

## Adaptation au cinéma
En 1995 sort La Nuit et le Moment (The Night and the Moment), un film britannico-italiano-français réalisé par Anna Maria Tatò.

### Distribution
- Lena Olin : la marquise
- Willem Dafoe : l'écrivain
- Jean-Claude Carrière : le gouverneur